# Hamburg Cup 1993
Der Hamburg Cup 1993 im Badminton fand vom 3. bis zum 5. September 1993 in Hamburg statt. Das Preisgeld betrug 50.000 D-Mark.

## Sieger und Platzierte
| Disziplin    | Gold                               | Silber                        | Bronze                             |
| ------------ | ---------------------------------- | ----------------------------- | ---------------------------------- |
| Herreneinzel | Ardy Wiranata                      | Heryanto Arbi                 | Fung Permadi                       |
| Herreneinzel | Ardy Wiranata                      | Heryanto Arbi                 | Chris Bruil                        |
| Dameneinzel  | Pernille Nedergaard                | Mette Pedersen                | Ika Heny                           |
| Dameneinzel  | Pernille Nedergaard                | Mette Pedersen                | Lone Sørensen                      |
| Herrendoppel | Jon Holst-Christensen Thomas Lund  | Simon Archer Chris Hunt       | Rudy Gunawan Dharma Gunawi         |
| Herrendoppel | Jon Holst-Christensen Thomas Lund  | Simon Archer Chris Hunt       | Jens Eriksen Christian Jakobsen    |
| Damendoppel  | Marlene Thomsen Anne Mette Bille   | Joanne Davies Joanne Goode    | Andrea Findhammer Anne-Katrin Seid |
| Damendoppel  | Marlene Thomsen Anne Mette Bille   | Joanne Davies Joanne Goode    | Gitte Jansson Majken Vange         |
| Mixed        | Christian Jakobsen Marlene Thomsen | Jens Eriksen Anne Mette Bille | Simon Archer Joanne Davies         |
| Mixed        | Christian Jakobsen Marlene Thomsen | Jens Eriksen Anne Mette Bille | Chris Hunt Joanne Goode            |

## Herreneinzel
- Heryanto Arbi –  Jan Jørgensen: 15-8 / 15-8
- Hannes Fuchs –  Thomas Berger: 15-1 / 15-4
- Peter Bush –  Søren B. Nielsen: 15-0 / 15-11
- Marek Bujak –  Dharma Gunawi: 15-12 / 15-12
- Fung Permadi –  Anthony Bush: 15-2 / 15-5
- Erik Lia –  Sven Landwehr: 15-3 / 15-10
- Peter Rasmussen –  Oliver Pongratz: 14-17 / 15-3 / 15-1
- Jesper Olsson –  Wang Xuyan: 15-4 / 10-15 / 15-4
- Volker Renzelmann –  Bernd Schwitzgebel: 17-16 / 15-2
- Chris Bruil –  Guatur Hartono: 15-8 / 15-3
- Bram Fernardin –  Jacek Hankiewicz: 18-14 / 17-14
- Markus Keck –  Andreas Springer: 15-5 / 15-2
- Hargiono –  Michael Helber: 15-8 / 15-7
- Li Ang –  Rolf Reinherd: 15-8 / 15-10
- Kenneth Jonassen –  Detlef Poste: 15-4 / 18-10
- Ardy Wiranata –  Björn Siegemund: 15-7 / 15-4
- Heryanto Arbi –  Hannes Fuchs: 15-4 / 15-9
- Peter Bush –  Marek Bujak: 15-8 / 15-5
- Fung Permadi –  Erik Lia: 15-5 / 15-4
- Peter Rasmussen –  Jesper Olsson: 15-8 / 15-4
- Chris Bruil –  Volker Renzelmann: 15-3 / 15-9
- Bram Fernardin –  Markus Keck: 15-10 / 15-11
- Hargiono –  Li Ang: 15-2 / 15-5
- Ardy Wiranata –  Kenneth Jonassen: 15-5 / 15-8
- Heryanto Arbi –  Peter Bush: 12-15 / 15-6 / 15-6
- Fung Permadi –  Peter Rasmussen: 15-3 / 15-2
- Chris Bruil –  Bram Fernardin: 15-9 / 15-11
- Ardy Wiranata –  Hargiono: 15-8 / 15-9
- Heryanto Arbi –  Fung Permadi: 15-7 / 15-12
- Ardy Wiranata –  Chris Bruil: 15-10 / 15-8
- Ardy Wiranata –  Heryanto Arbi: 13-15 / 15-9 / 15-7

## Dameneinzel
- Andrea Findhammer –  Anika Sietz: 11-5 / 11-5
- Nicol Pitro –  Gitte Jansson: 11-9 / 11-2
- Majken Vange –  Kirsten Sprang: 11-2 / 11-0
- Katja Michalowsky –  Christine Wagner: 11-1 / 11-0
- Christine Skropke –  Stefanie Westermann: 11-8 / 11-6
- Viola Rathgeber –  Carolin Vob: 11-3 / 11-4
- Katrin Kuhn –  Bożena Haracz: w.o.
- Nicole Grether –  Yanne Vang-Nielsen: w.o.
- Pernille Nedergaard –  Andrea Findhammer: 11-3 / 11-0
- Ika Heny –  Majken Vange: 11-5 / 11-1
- Heidi Dössing –  Katrin Kuhn: 11-4 / 11-4
- Mette Pedersen –  Nicole Grether: 11-6 / 11-2
- Eline Coene –  Katja Michalowsky: 11-8 / 11-1
- Lone Sørensen –  Christine Skropke: 11-6 / 5-11 / 11-0
- Helle Ankjær Nielsen –  Viola Rathgeber: 11-0 / 11-5
- Nicol Pitro –  Nicole Baldewein: w.o.
- Pernille Nedergaard –  Nicol Pitro: 11-3 / 11-3
- Ika Heny –  Heidi Dössing: 11-5 / 11-6
- Mette Pedersen –  Eline Coene: 12-11 / 2-11 / 11-7
- Lone Sørensen –  Helle Ankjær Nielsen: 11-5 / 11-2
- Pernille Nedergaard –  Ika Heny: 11-1 / 11-0
- Mette Pedersen –  Lone Sørensen: 11-8 / 11-6
- Pernille Nedergaard –  Mette Pedersen: 11-8 / 11-1

## Herrendoppel Qualifikation
- Andreas Huth /  Carsten Redke –  Christian Barthel /  Sebastian Ottrembka: 15-9 / 15-7
- Volker Eiber /  Peter Sadewater –  Andreas Huth /  Carsten Redke: 15-6 / 15-9
- Bram Fernardin /  Rolf Reinherd –  Christoph Krämer /  Kai Riedel: 15-7 / 15-12

## Herrendoppel
- Volker Eiber /  Peter Sadewater –  Brunon Rduch /  Jorg Schroder: 10-15 / 15-8 / 18-13
- Michael Helber /  Markus Keck –  Markus Mössing /  Andreas Ruth: 15-8 / 13-15 / 15-8
- Hargiono /  Guntur Hariono –  Bram Fernardin /  Rolf Reinherd: 18-13 / 15-8
- Anthony Bush /  Peter Bush –  Li Ang /  Frank Schroder: 15-5 / 15-1
- Erik Lia /  Jesper Olsson –  Dineva /  Harald Hochgatterer: 15-7 / 15-8
- Kai Mitteldorf /  Uwe Ossenbrink –  Reinhard Marks /  Christian Mohr: 15-5 / 15-8
- Thomas Berger /  Björn Siegemund –  Stephan Kapps /  Bernd Schwitzgebel: 18-13 / 15-11
- Marek Bujak /  Stefan Frey –  Kenneth Jonassen /  Peter Rasmussen: 15-5 / 10-15 / 15-13
- Jon Holst-Christensen /  Thomas Lund –  Volker Eiber /  Peter Sadewater: 15-3 / 15-0
- Thomas Damgaard /  András Piliszky –  Michael Helber /  Markus Keck: 18-15 / 15-7
- Michael Keck /  Stephan Kuhl –  Hargiono /  Guntur Hariono: 16-17 / 15-10 / 15-5
- Rudy Gunawan /  Dharma Gunawi –  Anthony Bush /  Peter Bush: 15-10 / 15-6
- Jacek Hankiewicz /  Ardy Wiranata –  Erik Lia /  Jesper Olsson: 15-6 / 15-6
- Jens Eriksen /  Christian Jakobsen –  Kai Mitteldorf /  Uwe Ossenbrink: 15-2 / 15-11
- Simon Archer /  Chris Hunt –  Marek Bujak /  Stefan Frey: 15-0 / 15-7
- Thomas Berger /  Björn Siegemund –  Rudy Gunawan /  Fung Permadi: w.o.
- Jon Holst-Christensen /  Thomas Lund –  Thomas Damgaard /  András Piliszky: 15-4 / 15-1
- Rudy Gunawan /  Dharma Gunawi –  Michael Keck /  Stephan Kuhl: 15-10 / 15-3
- Jens Eriksen /  Christian Jakobsen –  Jacek Hankiewicz /  Ardy Wiranata: 15-4 / 15-2
- Simon Archer /  Chris Hunt –  Thomas Berger /  Björn Siegemund: 15-8 / 15-4
- Jon Holst-Christensen /  Thomas Lund –  Rudy Gunawan /  Dharma Gunawi: 15-9 / 15-3
- Simon Archer /  Chris Hunt –  Jens Eriksen /  Christian Jakobsen: 15-9 / 10-15 / 15-10
- Jon Holst-Christensen /  Thomas Lund –  Simon Archer /  Chris Hunt: 15-8 / 15-11

## Damendoppel
- Nicol Pitro /  Viola Rathgeber –  Katja Michalowsky /  Christine Wagner: 15-11 / 15-13
- Katrin Kuhn /  Petra Weber –  Bożena Haracz /  I. Rduch: w.o.
- Marlene Thomsen /  Anne Mette Bille –  Anika Sietz /  Carolin Voss: 15-3 / 15-1
- Sandra Beißel /  Nicole Grether –  Helle Ankjær Nielsen /  Joanne Mogensen: 15-9 / 15-7
- Heidi Dössing /  Yanne Vang-Nielsen –  Katrin Kuhn /  Petra Weber: 15-2 / 15-9
- Karen Neumann /  Nicole Baldewein –  Nicol Pitro /  Viola Rathgeber: 15-7 / 15-10
- Gitte Jansson /  Majken Vange –  Henny /  Katrin Schmidt: 15-4 / 16-18 / 15-9
- Trine Pedersen /  Lone Sørensen –  Kerstin Ubben /  Stefanie Westermann: 15-13 / 9-15 / 15-10
- Andrea Findhammer /  Anne-Katrin Seid –  Eline Coene /  Kerstin Weinbörner: w.o.
- Joanne Davies /  Joanne Goode –  Susanne Babenachneider /  Ines Wegner: w.o.
- Marlene Thomsen /  Anne Mette Bille –  Sandra Beißel /  Nicole Grether: 15-3 / 15-3
- Andrea Findhammer /  Anne-Katrin Seid –  Heidi Dössing /  Yanne Vang-Nielsen: 6-15 / 15-7 / 15-8
- Gitte Jansson /  Majken Vange –  Karen Neumann /  Nicole Baldewein: 15-12 / 15-9
- Joanne Davies /  Joanne Goode –  Trine Pedersen /  Lone Sørensen: 15-10 / 15-1
- Marlene Thomsen /  Anne Mette Bille –  Andrea Findhammer /  Anne-Katrin Seid: 15-10 / 15-0
- Joanne Davies /  Joanne Goode –  Gitte Jansson /  Majken Vange: 15-9 / 15-7
- Marlene Thomsen /  Anne Mette Bille –  Joanne Davies /  Joanne Goode: 15-11 / 15-7

## Mixed
- Jon Holst-Christensen /  Pernille Nedergaard –  Jacek Hankiewicz /  Andrea Findhammer: 15-8 / 15-2
- Stephan Kuhl /  Kerstin Ubben –  Sebastian Ottrembka /  Anika Sietz: 15-6 / 15-2
- Christian Mohr /  Petra Weber –  Jorg Schroder /  Christine Wagner: 15-7 / 15-11
- Marek Bujak /  Yanne Vang-Nielsen –  Christian Huth /  Katja Michalowsky: 15-2 / 15-7
- Markus Keck /  Karen Neumann –  Gitte Jansson /  Sven Landwehr: 15-10 / 15-10
- Christian Jakobsen /  Marlene Thomsen –  Raymond Garcia /  Ines Wegner: 15-2 / 15-2
- Volker Eiber /  Katrin Kuhn –  Uwe Ossenbrink /  Viola Rathgeber: 18-16 / 15-10
- Chris Hunt /  Joanne Goode –  Volker Renzelmann /  Kerstin Weinbörner: 15-7 / 15-1
- Jens Eriksen /  Anne Mette Bille –  Stefan Frey /  Sandra Beißel: w.o.
- Stephan Kapps /  Stefanie Westermann –  Frank Schroder /  Bożena Haracz: w.o.
- Dharma Gunawi /  Henny –  Bram Fernardin /  Petra Tobien: w.o.
- Jon Holst-Christensen /  Pernille Nedergaard –  Stephan Kuhl /  Kerstin Ubben: 15-3 / 15-4
- Jens Eriksen /  Anne Mette Bille –  Stephan Kapps /  Stefanie Westermann: 15-3 / 15-6
- Simon Archer /  Joanne Davies –  Dharma Gunawi /  Henny: 4-15 / 15-10 / 15-9
- Kai Mitteldorf /  Katrin Schmidt –  Christian Mohr /  Petra Weber: 15-2 / 15-4
- Markus Keck /  Karen Neumann –  Marek Bujak /  Yanne Vang-Nielsen: 15-8 / 15-11
- Christian Jakobsen /  Marlene Thomsen –  Rudy Gunawan /  Anne-Katrin Seid: 15-8 / 15-2
- Thomas Damgaard /  Trine Pedersen –  Volker Eiber /  Katrin Kuhn: 18-14 / 15-1
- Chris Hunt /  Joanne Goode –  Rolf Reinherd /  Susanne Babenachneider: 15-8 / 15-1
- Jens Eriksen /  Anne Mette Bille –  Jon Holst-Christensen /  Pernille Nedergaard: 15-10 / 15-8
- Simon Archer /  Joanne Davies –  Kai Mitteldorf /  Katrin Schmidt: 15-4 / 15-8
- Christian Jakobsen /  Marlene Thomsen –  Markus Keck /  Karen Neumann: 15-11 / 15-5
- Chris Hunt /  Joanne Goode –  Thomas Damgaard /  Trine Pedersen: 15-8 / 15-8
- Jens Eriksen /  Anne Mette Bille –  Simon Archer /  Joanne Davies: 15-7 / 15-5
- Christian Jakobsen /  Marlene Thomsen –  Chris Hunt /  Joanne Goode: 15-12 / 15-8
- Christian Jakobsen /  Marlene Thomsen –  Jens Eriksen /  Anne Mette Bille: 10-15 / 15-13 / 15-11